# Salpêtrière, bahía de la
Salpêtrière, bahía de la är en vik i Antarktis. Den ligger i Västantarktis. Argentina, Chile och Storbritannien gör anspråk på området.